# Cacciamali Elfo
Cacciamali Elfo of Cacciamali EPT Elfo is een elektrische stadsbus, geproduceerd door de Italiaanse busbouwer Cacciamali. Deze bus rijdt volledig elektrisch en er wordt gebruikgemaakt van een inductieplaat om de accu's op te laden. Deze inductieplaat bevindt zich achter een van de voorste wielen.

## Inzet
Dit type bus komt vooral veel voor in Italië. Daarnaast zijn er ook enkele exemplaren geëxporteerd naar andere landen.
In Utrecht heeft de e-bus als proef een dag als lijn 2 door de Utrechtse binnenstad gereden. De bus heeft genoeg capaciteit voor de wat kleinere bussen op deze lijn. Met voldoende inductieplaatsen kan de e-bus de hele dag rondrijden. De bus reed in Utrecht in ieder geval de hele dag probleemloos zijn rondjes.
| Land      | Bedrijf    | Aantal | Series    | Opmerkingen                                    |
| --------- | ---------- | ------ | --------- | ---------------------------------------------- |
| Italië    | AMT Genova | 8      | E101-E108 | Enkeling zijn geëxporteerd                     |
| Italië    | GTT        | 24     | 01E-24E   |                                                |
| Nederland | GVU        | 1      | 3143      | ex-AMT Genova E102 Buiten dienst, geëxporteerd |